# Freddie Mercury

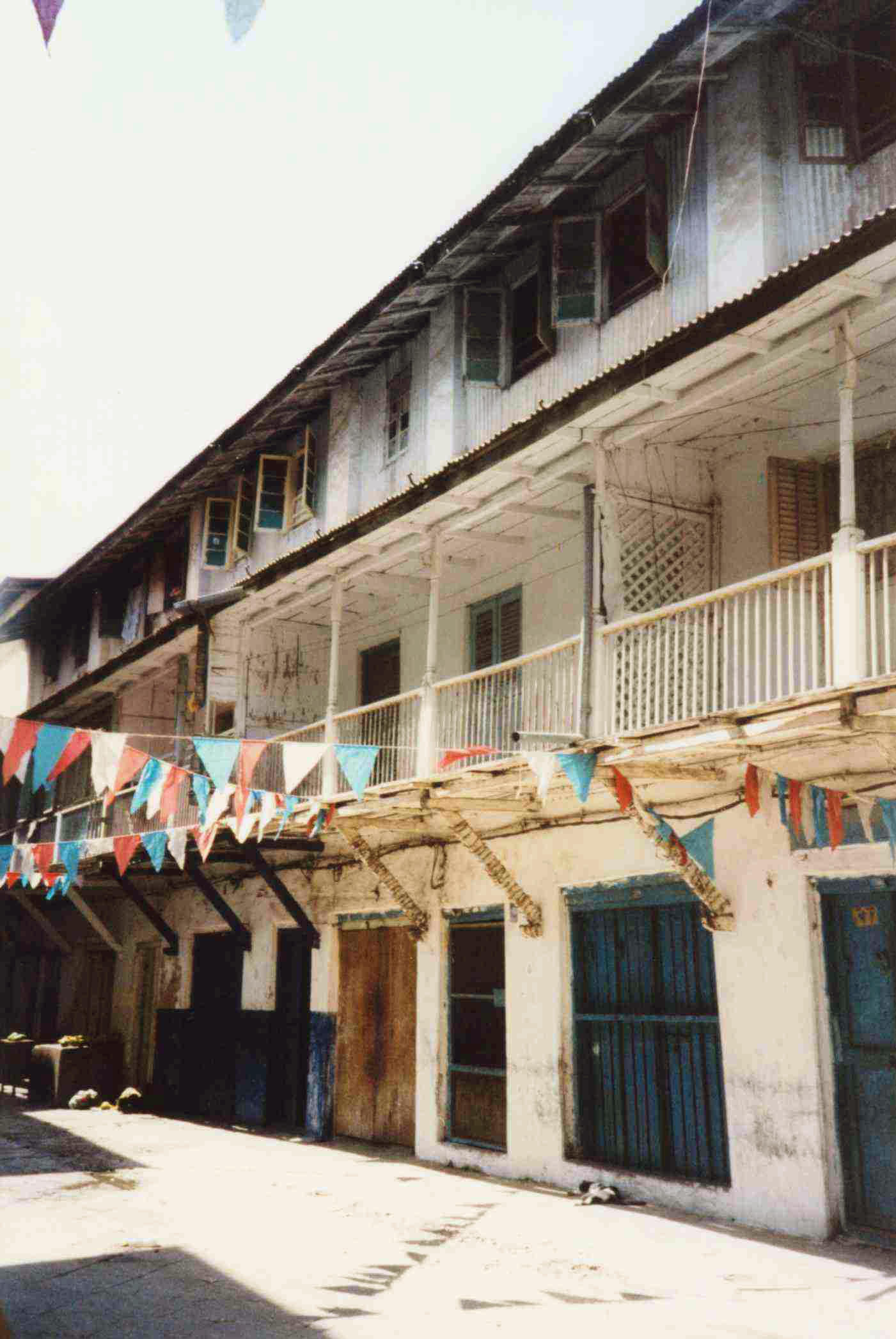
Huset där Freddie Mercury föddes, fotograferat 1999.

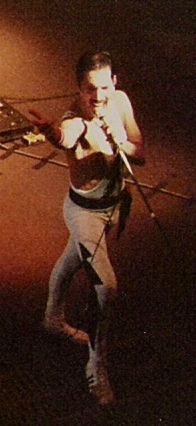
Freddie Mercury (1984)

Freddie Mercury, född Farrokh Bulsara 5 september 1946 i Zanzibars stenstad, död 24 november 1991 i London, var en brittisk artist och sångare i rockbandet Queen.
Mercury tog sitt artistnamn från sin egen låt "My Fairy King", som finns med på Queens självbetitlade debutalbum Queen. Mercury skrev några av bandets mest kända låtar, till exempel "Bohemian Rhapsody", "We Are the Champions", "Crazy Little Thing Called Love", "Somebody to Love", "Bicycle Race",  "Don't Stop Me Now" och "Killer Queen". Det var till stor del tack vare Mercury som Queen blev ett av världens mest populära band under 1970-, 1980- och 1990-talen. Han ansågs ha en speciell scennärvaro och ett gripande sätt att få publiken att sjunga med. Mercury kunde sjunga höga toner och hade ett tonomfång på fyra oktaver. Han har flera gånger röstats fram som världens bästa rocksångare genom tiderna, men också världens bästa frontfigur. Mercury avled i lunginflammation i samband med sjukdomen aids den 24 november 1991.
Mercury gestaltas av den amerikanske skådespelaren Rami Malek i filmen Bohemian Rhapsody (2018) som handlar om Queen.

## Biografi
Freddie Mercury föddes 1946 i Zanzibars stenstad, i den brittiska kolonin Zanzibar (idag en del av Tanzania). Mercurys föräldrar, Bomi (född 1908, död 26 december 2003) och Jer Bulsara (född 16 oktober 1922, död 13 november 2016), var zoroastriska parser som härstammade från Indien men var bosatta på Zanzibar för att hans far skulle ha kvar sin anställning som kassör åt den brittiska staten.
År 1952 föddes hans syster Kashmira, senare Kashmira Cooke. Vid tio års ålder skickades Mercury till St Peter's School, en internatskola i Panchgani utanför Bombay i Indien. Hans klasskamrater började kalla honom Freddie, ett namn som han därefter började använda själv. På internatskolan började han ta pianolektioner och där blev Mercury även medlem i sitt första band, The Hectics. Efter Zanzibars självständighet 1963 tvingades familjen att flytta till England och även Mercury flyttade dit från Indien.
Mercury lämnade Isleworth School 1964 med tre "O-levels" och en "A-level" [förklaring behövs] i konst. Han studerade på Ealing College of Art, som han lämnade 1969 med examen i konst och grafisk design. Dessa färdigheter skulle han sedan använda för att designa bandets logotyp. Mercury kom till sitt första seriösa band, Ibex, 1969. Han sökte efter ett nytt band 1970 och fann några gamla studiekamrater, gitarristen Brian May och trummisen Roger Taylor, vilka hade bildat en grupp tillsammans med Tim Staffell (sångare), som dock hade lämnat bandet. Mercury antog rollen som sångare i gruppen och när basisten John Deacon lite senare anslöt sig till bandet ansåg de sig som ett fulländat band[källa behövs] och kallade sig själva, efter en viss övertalning av Mercury, för Queen. 
Queen kom att bli ett av världens mest kända rockband. Dock hoppade basisten, John Deacon, av 1997 efter inspelningen av "No-One but You (Only the Good Die Young)". Ett hårt slag för gruppen var när Mercury dog i november 1991 av lunginflammation som följdkomplikation av aids, en diagnos han fick våren 1987. Vid flera tillfällen efter detta förnekade han att han var hiv-positiv. Dessförinnan hade gruppen bland annat genomfört ett bejublat framträdande på Live Aid-galan 1985 med bland annat låtarna "Bohemian Rhapsody" och "Radio Ga Ga". 
Trots sin sjukdom gjorde han musik och spelade in musikvideor in i det sista. Vid inspelningen av Queens sista video, "These Are the Days of Our Lives" (1991), var han svårt sjuk och halvblind och förmådde endast spela in sekundkorta sekvenser i taget. Mercury tyckte att de övriga medlemmarna i bandet skulle fortsätta spela även efter hans död. På 1970-talet var han känd för sin speciella klädstil men på 1980-talet var han mer känd för sin mustasch. Hans framtänder anses också vara väldigt karaktäristiska för honom.
Tillsammans med operasångerskan Montserrat Caballé sjöng han in albumet Barcelona (1987), vars titelspår senare användes vid Olympiska sommarspelen 1992 i just Barcelona.

### Privatliv
Trots att Mercury under en period bodde tillsammans med Mary Austin så var det för Mercurys närmaste krets en självklarhet att han var homosexuell. Enligt fotografen Neal Preston som arbetade med Queen i åratal: "Så vitt det gällde mig, Roger [Taylor], och resten av grabbarna i besättningen så betydde det mer brudar för oss!"[källa behövs]

### Instrument
Mercury spelade piano och gitarr, men han var mycket förtegen om det. I låtar som "You're My Best Friend" hörs en keyboard i bakgrundspåret. Detta spelades av John Deacon eftersom Mercury tyckte keyboarden var ett sånt ovärdigt instrument jämfört med pianot. I slutet av sin karriär anlitade Mercury pianister för att ackompanjera sin sång.
Hans kända halva mikrofonstativ var en egen uppfinning. Under början av en spelning 1969 gick stativet av på mitten när han tog upp det. Det hindrade dock inte Mercury som använde det under hela spelningen och det blev därefter en gimmick.

### Död
Enligt sin partner Jim Hutton blev Mercury aids-diagnostiserad kort efter påsken 1987. Vid den tidpunkten påstod Mercury i en intervju att han hade blivit negativt testad för viruset. Trots Mercurys förnekelser tilltog rykten i den brittiska pressen de kommande åren om att Mercury var sjuk. Ryktena tog fart av flera olika anledningar: Mercurys utmärglade utseende, att Queen inte längre turnerade samt rapporter från forna älskare till olika tabloider. Vid slutet av sitt liv blev han förföljd av fotografer och tidningen The Sun skrev flera artiklar om att han var allvarligt sjuk.
Den 22 november 1991 träffade Mercury Queens manager, Jim Beach, i sitt hem för att diskutera ett uttalande. Nästa dag, den 23 november, gick Mercury ut med följande meddelande till pressen:
| ” | Efter det enorma spekulerandet i pressen de senaste två veckorna, bekräftar jag med dessa ord att jag blivit positivt testad för hiv och har aids. Jag kände att det var bäst att hålla denna information privat, till idag, för att skydda privatlivet för människorna omkring mig. Nu är dock stunden kommen för mina vänner och fans runtom i världen att få veta sanningen och jag hoppas att alla vill förena sig med mig, mina läkare och alla runt om i världen som kämpar mot denna fruktansvärda sjukdom. Mitt privatliv har alltid varit viktigt för mig och jag är känd för att sällan ge intervjuer. Var vänliga att respektera att detta kommer att fortsätta. | „ |

Lite över 24 timmar efter att detta uttalande offentliggjorts dog Mercury den 24 november 1991 i en ålder av 45 år. Den officiella dödsorsaken var bronkial lunginflammation från aids. Trots att han inte hade besökt några religiösa mässor på flera år så leddes hans begravning av en zoroastrisk präst. Elton John, David Bowie och de kvarvarande medlemmarna av Queen närvarade vid begravningen. Hans kropp kremerades på Kensal Green Cemetary i London och hans urna grävdes ner, på Mercurys villkor, av Mary Austin på en plats som inte har offentliggjorts.
I sitt testamente lämnade Mercury större delen av sina tillgångar, inklusive sitt hem och inspelningsrättigheter, till Mary Austin, och resten till sina föräldrar och sin syster. Dessutom gav han 500 000 pund till sin kock Joe Fannelli, 500 000 pund till sin personliga assistent Peter Freestone, 100 000 pund till sin chaufför Terry Giddings och 500 000 pund till Jim Hutton. Mary Austin bodde ännu i januari 2024
i Mercurys hem, Garden Lodge, Kensington, med sin familj.

## Eftermäle
Asteroiden 17473 Freddiemercury är uppkallad efter honom.

## Diskografi
| Studioalbum - 1985 – Mr. Bad Guy - 1988 – Barcelona | Samlingsalbum - 1992 – The Freddie Mercury Album - 1992 – The Great Pretender - 2006 – Lover of Life, Singer of Songs: The Very Best of Freddie Mercury Solo |